# ایندیانا جونز (شخصیت)
دکتر هنری والتون «ایندیانا» جونز جونیور (به انگلیسی: Dr. Henry Walton "Indiana" Jones, Jr.) شخصیتی تخیلی و باستان‌شناس ماجراجو است. فیلم‌های این شخصیت حاصل همکاری استیون اسپیلبرگ کارگردان آن و جورج لوکاس فیلنامه‌نویسِ دستیار و تهیه‌کننده آن است.
هریسون فورد هنرپیشه آمریکایی نقش شخصیت اصلی این فیلم‌ها را بر عهده داشته‌است، ماجراجوی بی‌پروایی که به دنبال دست‌نیافتنی‌ترین گنج‌های دنیاست. در اولین فیلم این مجموعه مهاجمان صندوق گمشده (۱۹۸۱ میلادی)، او در سال‌های پیش از جنگ جهانی دوم، باید صندوق عهد افسانه‌ای را پیش از آنکه دست آلمان‌ها به آن برسد، پیدا کند. در فیلم بعدی ایندیانا جونز و معبد مرگ (۱۹۸۴) او به اهالی روستایی در هند کمک می‌کند تا سنگ مقدس خویش را بازیابند، در حالیکه در ایندیانا جونز و آخرین جنگ صلیبی (۱۹۸۹) به همراه پدرش (با بازی شان کانری)، تیمی را تشکیل می‌دهد تا جام مقدس را از دست نازیهای آلمان نجات دهد.
با الهام از این فیلمها، یک مجموعه تلویزیونی به نام شرح‌حال ایندیانا جونز جوان با شرکت هنرپیشه دیگری در نقش اصلی نیز در سال‌های دهه نود میلادی ساخته شد. همچنین در سال ۲۰۰۸ فیلم دیگری تحت عنوان ایندیانا جونز و پادشاهی جمجمه بلورین به روی پرده سینماها رفت.
در سال ۲۰۰۳، ایندیانا جونز توسط بنیاد فیلم آمریکا، دومین شخصیت برتر سینمایی تمام دوران اعلام شد. همچنین مجلهٔ امپایر و پریمیر به ترتیب جایگاه ششم و هفتم در لیست برترین شخصیت‌های سینمایی تاریخ را به آن اختصاص دادند.
یکی از دلایل ساخت این مجموعه فیلم‌ها، تقدیم آن به سریالهای قدیمی کوتاه ماتِنِی (matinee) متعلق به ریپابلیک استودیوز (Republic Studios) بود که یکشنبه‌ها پخش می‌شد و اسپیلبرگ و لوکاس هر دو در دوران کودکی آن را بسیار دوست می‌داشتند.